# Danilo, prințul moștenitor al Muntenegrului
Danilo Aleksandar Petrović-Njegoš (29 iunie 1871 – 24 septembrie 1939) a fost Prinț Moștenitor al Muntenegrului. A fost fiul cel mare al regelui Nicolae I al Muntenegrului și al reginei Milena Vukotić. 